# Dänische Landrasse
Die Dänische Landrasse (Dänisch: Dansk landrace) ist eine Schweinerasse aus Dänemark.

## Zuchtgeschichte
Die erste Herde der Dänischen Landrasse wurde 1896 gegründet. Die ersten Zuchtwertschätzungen fanden 1907 statt. Durch die außergewöhnliche Leistung und Qualität dieser Rasse wurde Dänemark zum Exportweltmeister für Speck und weigerte sich viele Jahre, reinrassige Dänische Landrasse-Schweine zu exportieren, um diese Position zu behalten. Die Registration der Zucht erfolgt durch das Landeskomitee für Schweinezucht und -produktion (Landsudvalget for Svineavl og Produktion).

## Charakteristika
- Farbe weiß
- mittelgroß bis groß
- Rüssel lang
- Ohren schwer und hängend
- Körper lang
- Beborstung fein

## Verbreitung heute
Inzwischen wurden Dänische Landrasse-Schweine in viele Länder exportiert, darunter Deutschland, Ungarn, Albanien, Griechenland, die GUS-Staaten, die USA, Kanada, Brasilien, Chile, Mexiko, Japan, Taiwan, die Volksrepublik China, die Philippinen, Malaysia, Thailand und mehrere afrikanische Staaten.